# Anna Kowalska (1922–1942)
Anna Kowalska (ur. ok. 1922, zm. w październiku 1942 w Somiance) – polska Żydówka zamordowana przez Niemców podczas II wojny światowej.

## Życiorys
Najpewniej wiosną 1941 roku we wsi Somianka na północno-wschodnim Mazowszu pojawiło się dwoje Żydów przedstawiających się jako rodzeństwo – Anna (Hania) i Marian (Moniek) Kowalscy. Anna miała ok. 18–20 lat, była nieco starsza od Mariana. Być może byli oni uciekinierami z getta warszawskiego, jednak hipoteza ta nie została dotąd udowodniona.
Znaleźli oni zatrudnienie w miejscowym majątku, który zarekwirowali Niemcy. Gospodarstwem pomagał zarządzać Mieczysław Żemojtel. Dzięki zatrudnieniu mieli legalny pobyt. Wielu pracowników, z Żemojtelem na czele, wiedziało, że Anna i Marian są Żydami. Rodzeństwo zaczęło się ukrywać na wieść o kolejnych działaniach wymierzonych w ludność żydowską. Żemojtel kontynuował pomoc także po tym, jak w październiku 1941 roku na terenie Generalnego Gubernatorstwa wprowadzono karę śmierci za pomoc Żydom. Wsparcie zapewniały także Marianna Krawczyk, Marianna Stępkowska oraz gospodyni pałacu Maria Kroczewska, które dostarczały ukrywającym się żywność i ubrania.
Pod koniec października 1942 roku do pałacu w Somiance przyjechali żandarmi z posterunku w Wyszkowie, którzy najpewniej otrzymali donos o ukrywających się w pałacu Żydach. Niemcy podczas przeszukania budynku znaleźli Annę. Marianowi udało się uciec. Anna, mimo poddania torturom, nie wskazała osób, które jej pomagały. Żandarm Heinrich Sichau oraz jego współpracownik wyprowadzili ją z dworu i kilka metrów dalej zastrzelili.
Jako że Anna podczas przesłuchania nikogo nie wydała, Niemcy nie mieli podstaw do wyciągnięcia konsekwencji wobec pomagających jej Polaków. Polecili Żemojtelowi wezwać osoby pracujące w budynku, zakładając, że wiedziały o ukrywanych Żydach. Przyprowadził Mariannę Krawczyk i Mariannę Stępkowską, uprzedzając je, że Anna Kowalska nic nie powiedziała. Po przesłuchaniu grupy żandarmi zaaresztowali Rubacha i Żemojtela i wywieźli ich do aresztu w Wyszkowie. Rubach został wkrótce wypuszczony, Żemojtel zaś pozostał w areszcie. Około 10 listopada 1942 roku aresztowano również trzy wspomniane kobiety pomagające Żydom. Dzięki postawie Anny Kowalskiej Niemcy nie mieli dowodów, że pomagały one rodzeństwu.
Cała czwórka została przetransportowana do Ostrowi Mazowieckiej, a stamtąd na Pawiak, a następnie do obozu koncentracyjnego na Majdanku. Żemojtel trafił tam 13 marca 1943 roku. Zginął po kilku dniach, 19 marca 1943 roku. Rodzina o jego śmierci dowiedziała się dwa miesiące później. Trójka aresztowanych z nim kobiet została zwolniona z obozu pod koniec maja 1943 roku. Doczekały końca wojny.
Według jednej z relacji, zwłoki Anny Kowalskiej pochowano w pobliżu miejsca egzekucji. W 1958 roku zostały ekshumowane i przeniesione na Cmentarz Powstańców Warszawy. Marian Kowalski uniknął aresztowania. Jego losy są nieznane.
Karol Rubach w 1944 roku przyczynił się do zamordowania prawowitego właściciela majątku w Somiance – Władysława Müllera. Sam Rubach zginął w okresie powstania warszawskiego.
Heinrich Sichau, który jako żandarm był odpowiedzialny za śmierć wielu osób w rejonie Wyszkowa, w latach 70. był sądzony przed niemieckim sądem. W 1979 roku postępowanie wobec niego umorzono ze względu na stan zdrowia. Sichau zmarł w 2003 roku, w wieku 85 lat.

## Upamiętnienie
W 2023 roku w Somiance w ramach projektu Zawołani po imieniu uroczyście odsłonięto tablicę upamiętniającą Mieczysława Żemojtela i Annę Kowalską, której niezłomna postawa prawdopodobnie ocaliła życie trzem pomagającym jej Polkom. W wydarzeniu uczestniczyli między innymi: dyrektor Instytutu Pileckiego Magdalena Gawin oraz jego wnuczka Mirosława Korycka.